# Szczepionka drożdży
Szczepionka drożdży – płyn, w którym namnaża się drożdże winiarskie przed wyrobem wina. Składa się z: soku owocowego (w proporcji 1 litr) lub około 200 gramów rozdrobnionych owoców tego samego gatunku, z którego ma powstać wino, wody (w ilości 250-300 ml), cukier (dwie łyżeczki) i szczypty pożywki dla drożdży. Płyn ten poddaje się pasteryzacji i zostawia w pomieszczeniu o umiarkowanej temperaturze na dwa dni przed wyrobem wina.